# Pișceanka (Oliivka), Jîtomîr
Pișceanka (în ucraineană Піщанка) este un sat în comuna Oliivka din raionul Jîtomîr, regiunea Jîtomîr, Ucraina.

## Demografie
Componența lingvistică a localității Pișceanka
     Ucraineană (97,97%)
     Rusă (2,03%)
Conform recensământului din 2001, majoritatea populației localității Pișceanka era vorbitoare de ucraineană (97,97%), existând în minoritate și vorbitori de rusă (2,03%).